# Terry Phelps
Terry Phelps (* 18. Dezember 1966) ist eine ehemalige US-amerikanische Tennisspielerin.

## Karriere
Während ihrer Tennislaufbahn gewann sie ein Doppeltitel auf der WTA Tour. 1985 erreichte sie das Viertelfinale bei den French Open im Einzel, das sie gegen Chris Evert-Lloyd mit 4:6 und 0:6 verlor.

## Turniersiege

### Doppel
| Nr. | Datum      | Turnier | Kategorie   | Belag | Partnerin       | Finalgegnerinnen                  | Ergebnis |
| --- | ---------- | ------- | ----------- | ----- | --------------- | --------------------------------- | -------- |
| 1.  | April 1988 | Tampa   | WTA Tier IV | Sand  | Raffaella Reggi | Cammy MacGregor Cynthia MacGregor | 6:2, 6:4 |